# کوه کوموتسوروشی

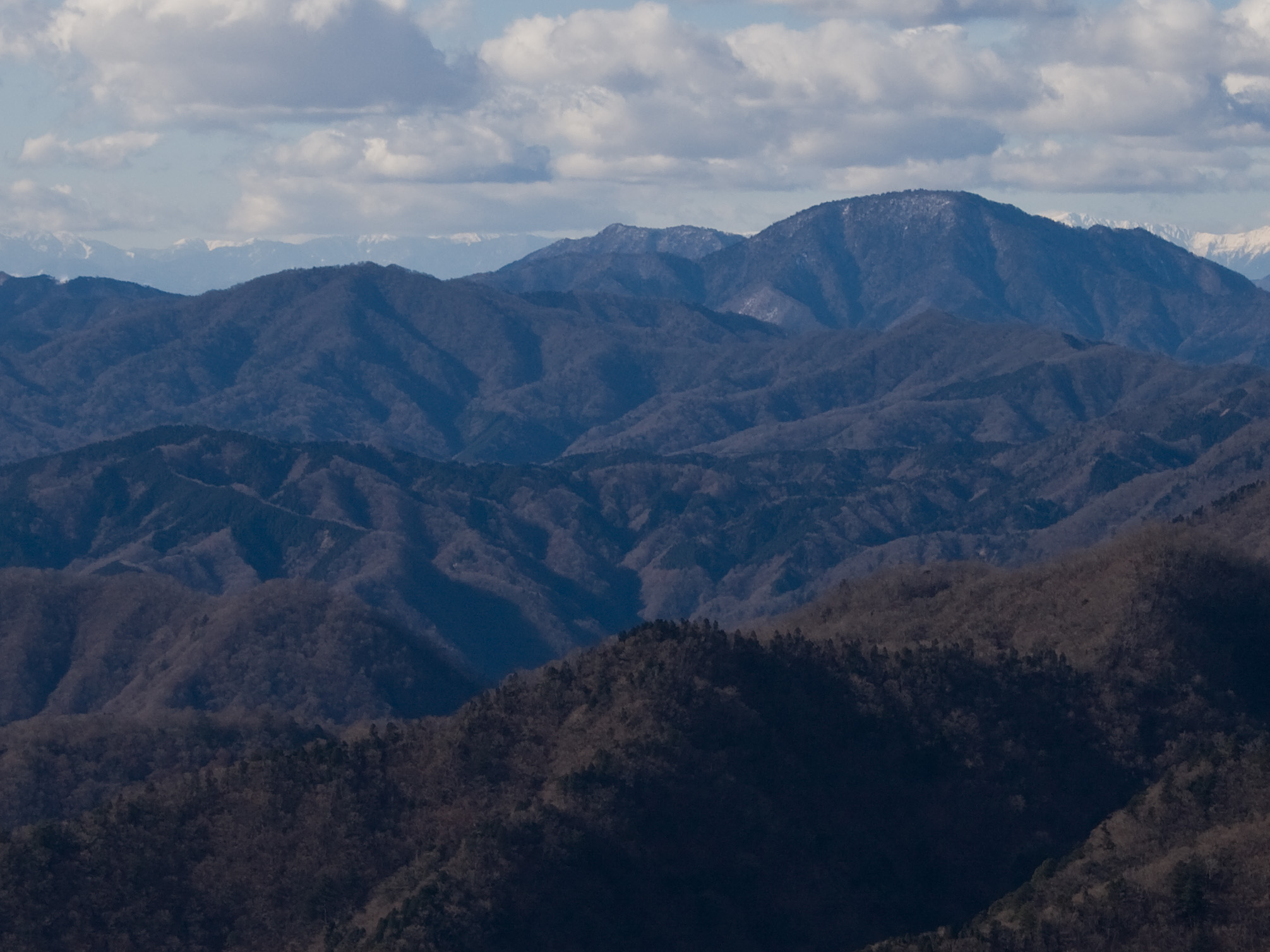
کوه‌ کُومُوتسوروشی.

کوه‌ کُومُوتسوروشی (به ژاپنی: 菰釣山، Komotsurushi) در استان کاناگاوا (神奈川県) قرار دارد. ارتفاع این کوه ۱۳۴۸ متر است. این کوه جزء سلسله کوه‌های سلسله کوه‌های تانزاوا (丹沢主脈) محسوب می‌شود و در مرز بین استان کاناگاوا و یاماناشی قرار دارد. در این کوه درخت راش زیاد یافت می‌شود. رفت و برگشت تا قله به زمانی بیشتر از یک روز احتیاج دارد و یک شب را می‌توان پناهگاه کوه توقف کرد.  